# Alla rivoluzione sulla due cavalli
Alla rivoluzione sulla due cavalli is een Italiaanse filmkomedie uit 2001 onder regie van Maurizio Sciarra. Hij won met deze film de Gouden Luipaard op het filmfestival van Locarno.

## Verhaal
In 1974 verlaten de 25-jarige Italiaan Marco en zijn Portugese vriend Victor de Franse hoofdstad Parijs in een gele eend. Ze zijn van plan om naar Portugal te rijden, waar juist de Anjerrevolutie heeft plaatsgevonden. Onderweg krijgen ze het gezelschap van Claire, de ex-vriendin van Victor die toe is aan vakantie.

## Rolverdeling
| Acteur           | Personage     |
| ---------------- | ------------- |
| Adriano Giannini | Marco         |
| Gwenaëlle Simon  | Claire        |
| Andoni Gracia    | Victor        |
| Francisco Rabal  | Oom Henrique  |
| Georges Moustaki | De dichter    |
| Óscar Ladoire    | Graaf Agaruez |